# Hibiscus benensis
Hibiscus benensis är en malvaväxtart som beskrevs av Paul Arnold Fryxell och Krapov.. Hibiscus benensis ingår i Hibiskussläktet som ingår i familjen malvaväxter. Inga underarter finns listade i Catalogue of Life.